# 1934
Cette page concerne l'année 1934 (MCMXXXIV en chiffres romains) du calendrier grégorien.
L'année 1934 est une année commune qui commence un lundi.

## Principaux événements
- 6 février, France : manifestations antiparlementaires à Paris, à l'origine de la formation du Front populaire.
- 12-16 février, Autriche : guerre civile entre les insurgés socialistes et le gouvernement d'Engelbert Dollfuss.
- 29 juin-2 juillet, Allemagne (Troisième Reich) : « nuit des Longs Couteaux[N 1] ».
- 20 octobre, Chine : début de la Longue Marche menée par le dirigeant communiste Mao Tsé Toung.
- 1er décembre, URSS : assassinat de Sergueï Kirov, qui va  déclencher la période des Grandes Purges dans l'URSS de Staline

## Événements

### Afrique
- 19 janvier : création du collège supérieur de Yaba près de Lagos[1].

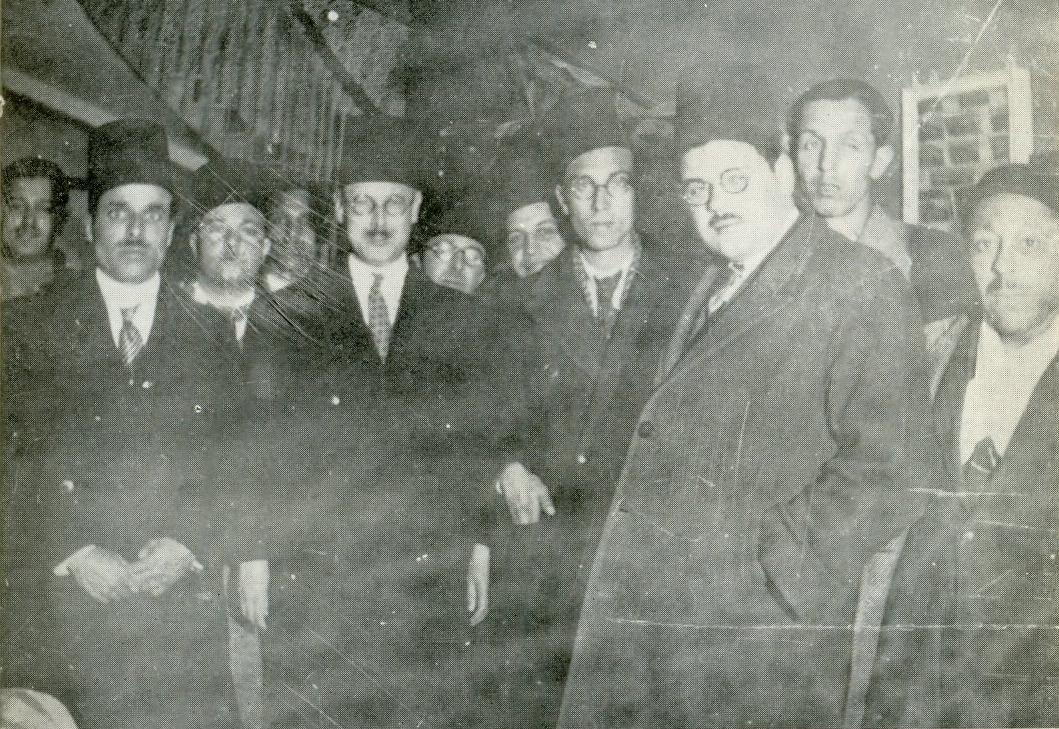
Le premier bureau politique du Néo-Destour lors de sa fondation.

- 2 mars : fondation du parti Néo-Destour par Habib Bourguiba au congrès de Ksar Hellal en Tunisie[2].

- 8 mai : la visite du sultan Sidi Mohammed à Fès est l'occasion de manifestations nationalistes[3].

- 20 juin : création de l’école normale rurale de Katibougou (Mali)[4].

- 10 juillet : inauguration du chemin de fer Congo-Océan, qui relie Brazzaville et Pointe-Noire[5] (coût : 230 millions de francs-or contre 93 prévus). 127 250 hommes ont été nécessaires à la construction de cette ligne longue de 512 km. La mort de 18 000 à 23 000 ouvriers sur le chantier alerte l’opinion publique en métropole.
- 29 juillet : Galandou Diouf est élu député du Sénégal[6] (fin en 1941).
- Juillet : grève des dockers de Mombasa[7].

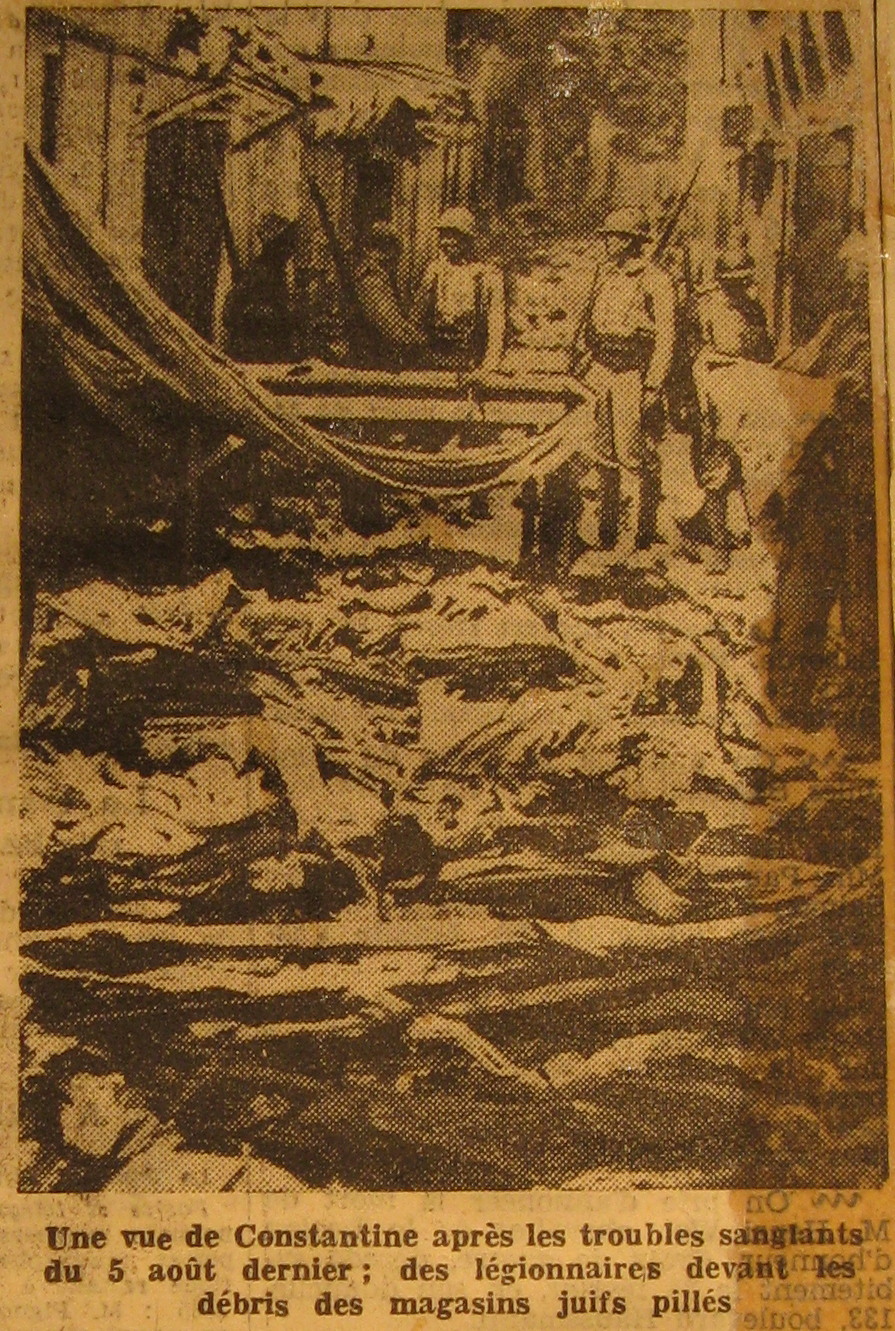
Une rue de Constantine après les troubles sanglants du 5 août 1934 : des légionnaires devant les débris des magasins juifs pillés (photo parue dans Le Matin du 28 02 1935)

- 3-5 août : émeute antijuives à Constantine ; des affrontements sanglants opposant Juifs et Arabes font vingt-huit morts, dont vingt-cinq juifs et trois musulmans[8].

- 1er septembre : lancement de L’Étudiant noir à Paris[9].
- 3 septembre : Bourguiba et les dirigeants du Néo-Destour sont arrêtés et assignés à résidence dans le sud de la Tunisie[10].

- 5 décembre : incident de frontière près de Welwel entre la Somalie italienne et l’Empire d’Éthiopie qui décide de porter le conflit devant la SDN (2 janvier 1935)[11].

### Amérique
- 1er janvier : arrestation de Leonard Howell, l’un des fondateurs du mouvement rastafari[12].
- 15 janvier : le gouvernement de Ramón Grau San Martín est renversé à Cuba par les manœuvres du colonel Fulgencio Batista ; Carlos Mendieta lui succède à la présidence[13].
- 25 janvier : création de l’université de São Paulo[14].

- 21 février : la Garde nationale du Nicaragua, sur ordre de Somoza, capture et exécute Sandino à Managua[15].

- 26 avril : décret instaurant la journée de huit heures de travail en Colombie[16].

- 25 mai : victoire bolivienne sur le Paraguay à la bataille de Cañada Strongest[17].
- 29 mai : nouveau traité de relations entre Cuba et les États-Unis. L’amendement Platt est retiré de la Constitution cubaine. Un traité de réciprocité commerciale est signé le 24 août[18].

- 16 juillet, Brésil : réforme de la Constitution pour instaurer un régime corporatiste. Getúlio Vargas se heurte au communistes (Aliança Nacional Libertadora) dirigés par Carlos Prestes et aux intégralistes, fascistes brésiliens (Ação Integralista Brasileira) dirigés par Plínio Salgado. Il est élu pour quatre ans président de la République par la nouvelle Assemblée nationale[19].

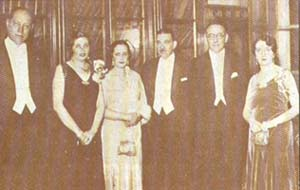
Alfonso López Pumarejo au Jockey club de Bogota le 7 août.

- 7 août : Alfonso López Pumarejo prend ses fonctions de président en Colombie après sa victoires aux élections du 10 février (fin en 1938)[20]. Il lance la « révolution en marche » pour consolider l’emprise libérale sur l’État et affaiblir l’opposition interne du parti libéral. L’État devient l’arbitre des conflits sociaux et facilite la création de syndicats.

- 21 août : les marines quittent Haïti, occupée depuis 1915, sans avoir réussi à consolider la démocratie[21].

- 1er septembre : début du gouvernement populiste de José María Velasco Ibarra en Équateur[22] (1934-1935, 1944-1947, 1952-1956, 1960-1961, 1968-1972).

- 11-16 novembre : premier congrès afro-brésilien à Recife organisé par Gilberto Freyre[23].
- 27 novembre : corralito de Villa Montes en Bolivie. Le président bolivien Daniel Salamanca Urey est renversé par un pronunciamiento militaire et remplacé le lendemain par le vice-président José Luis Tejada Sorzano[24] (fin en 1936).

- 1er décembre : Lázaro Cárdenas, élu président du Mexique le 1er juillet, entre en charge (fin le 30 novembre 1940)[25],[26]. Il parvient jusqu’en 1940 à enraciner la loyauté des couches populaires au régime révolutionnaire grâce à un populisme radical (sexenio). Il renforce la présidence et consolide l’État face aux caudillos tels Plutarco Elías Calles qui ont dominé la période 1924-1934.

### Asie
- 15 janvier : tremblement de terre dans le Bihar et le Népal. Il fait 10 700 victimes[27].

- Février, Indes orientales néerlandaises : arrestation et exil de Mohammad Hatta et de Sutan Sjahrir (1934-1942)[28].
- 1er mars : Puyi est proclamé empereur du Mandchoukouo sous le nom de règne de Kangde (fin en 1945)[29].
- 4 mars, Delhi : de retour en Inde, Muhammad Ali Jinnah (1876-1948), partisan de la partition de l’Inde, est élu président de la Ligue musulmane[30], qui réorganisée, devient le principal parti musulman. Certains nationalistes musulmans, comme Abul Ala Maududi (1903-1979), regroupés dans la Jamaat-e-Islami, réclament un Pakistan islamiste. Jinnah et d’autres sont pour un État laïc qui protégerait les minorités religieuses.
- 24 mars : la loi Tydings-McDuffie (en) est ratifiée par Roosevelt. Elle prévoit la création d’un Commonwealth des Philippines et promet l’indépendance après dix ans (4 juillet 1946)[31].

- Avril-octobre : les troupes de l’Armée nationale révolutionnaire de Tchang Kaï-chek lancent une cinquième campagne d’encerclement des communistes du Jiangxi[32].

- 7 mai :
  - découverte de la perle d’Allah aux Philippines[33].
  - convention internationale signée à Londres pour la réglementation de la production et de l’exportation du caoutchouc[34].

- 3 juillet, Japon : chute du gouvernement de Saitō Makoto à la suite du scandale de Teijin[35].

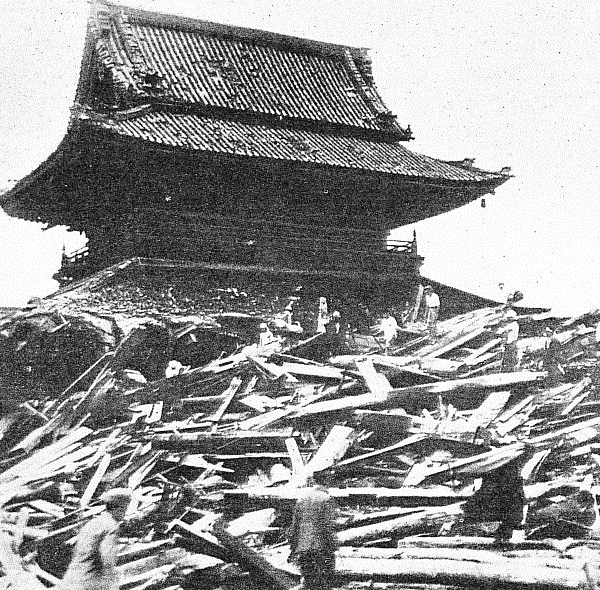
Dégâts occasionnés par le typhon de Muroto.

- 21 septembre : le typhon Muroto de 1934 fait de 3 000 à 4 000 morts à Honshū au Japon. Muroto est dévasté[36].

- 20 octobre, Chine : encerclés par les troupes de Tchang Kaï-chek, les communistes abandonnent le Jiangxi. Début de la Longue Marche, en Chine du nord, des armées communistes du Jiangxi au Shaanxi (fin en octobre 1935)[32], commandée par Mao Zedong qui devient chef du Parti communiste chinois pendant cette marche. Elle permet aux troupes communistes d'entrer en contact avec les paysans.

- 20 novembre : échec d’une tentative de coup d’État au Japon[37].
- 25 novembre-3 décembre : après une grave défaite face aux nationalistes au nord du Guangxi, l’armée rouge de Mao réussit à passer la rivière Xiang[38].

- 4 décembre : fondation du parc national d’Akan sur l’île d’Hokkaidō, au Japon[39].
- 29 décembre : l’empire du Japon dénonce le traité naval de Washington de 1922 et renonce à limiter ses armements[40]. Réarmement militaire et naval rapide du Japon.

- Émeutes à Java contre la perception des impôts en 1934 et 1935[41].

### Proche-Orient
- Février : loi sur la conscription en Irak qui entraîne de nombreuses réactions populaires d’hostilité[42].

- 17 mars : le haut-commissaire en Syrie charge Taj al-Din de former un nouveau gouvernement[43], mais son action est vivement critiquée par les nationalistes. Les manifestations nationalistes se multiplient et sont réprimées par la France (1934-1936).
- 20 mars-12 mai : l’annexion officielle de l’Asir par l’Arabie saoudite entraîne un conflit armé avec le Yémen[44].
- 27 mars, Palestine : mort de Musa Kazim al-Husseini. C’est la fin des comités islamo-chrétiens tenant lieu d’exécutif arabe. Des partis politiques se sont créés, reflétant les rivalités des grandes familles arabes : Le Parti de la défense nationale, favorable à la politique de collaboration avec la puissance mandataire et la Transjordanie (décembre); le Parti arabe palestinien (27 mars 1935), plus arabiste et islamiste, supplantant l’Istiqlal[45].

- 20 mai : traité de Taïf. Paix entre l’Arabie saoudite et le Yémen. Le Yémen reconnaît l’annexion de l’Asir et l’Arabie saoudite reconnaît l’indépendance et l’intégrité du Yémen[44].

- 21 juin : loi turque sur les noms de famille[46].

- 12 octobre : inauguration du mausolée de Ferdowsi à Tous dans le cadre célébrations du Millénaire de Ferdowsi à Téhéran[47].

- 2 novembre : le haut-commissaire en Syrie suspend sine die le Parlement[48].

### Europe
- 3 janvier : gouvernement libéral de Gheorghe Tătărescu en Roumanie (fin en 1937)[49].

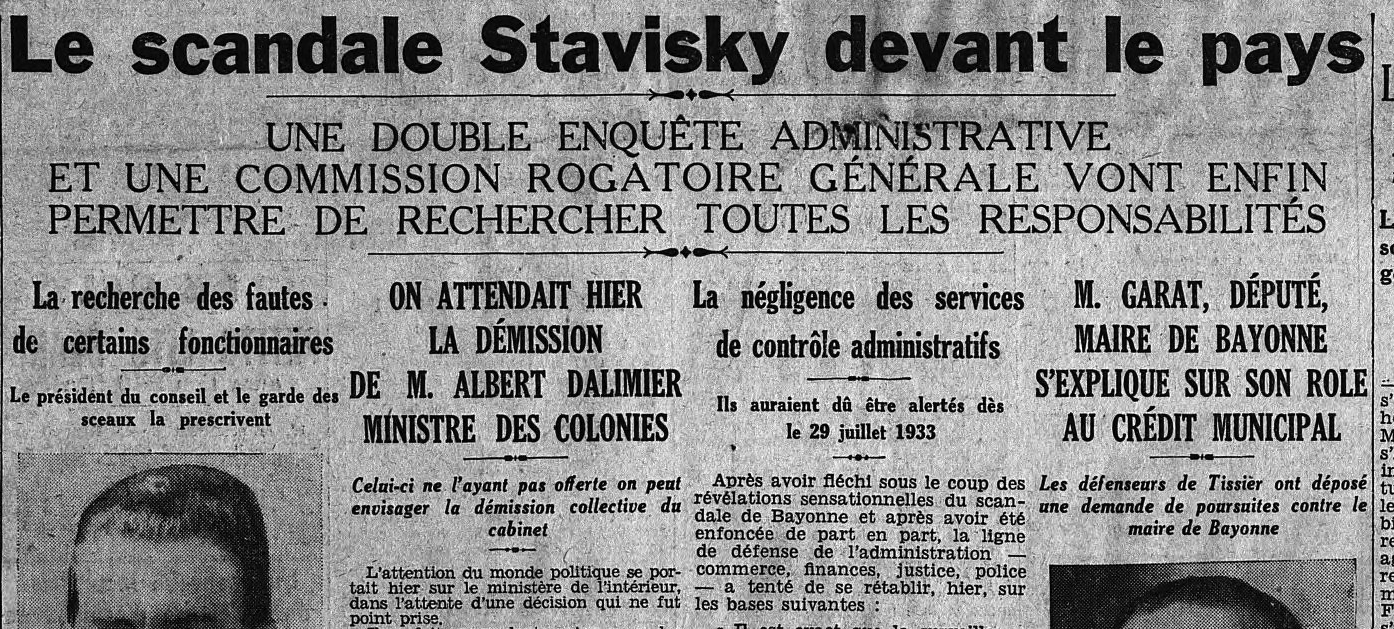
Affaire Stavisky, Une du quotidien Le Matin, 7 janvier 1934.

- 7 janvier : début de l’affaire Stavisky en France[50].
- 18 janvier : grève générale au Portugal[51].
- 26 janvier : la Pologne conclut un pacte de non-agression avec l’Allemagne nazie[52].
- 26 janvier-10 février : XVIIe congrès du Parti communiste de l’Union soviétique, dit « congrès des vainqueurs ». Staline triomphe[53].

- 6 février : manifestation antiparlementaire à Paris[50].
- 9 février : signature à Athènes du pacte balkanique (Yougoslavie, Roumanie, Turquie, Grèce), pour garantir les frontières et prévenir les pressions allemandes et russes[54].

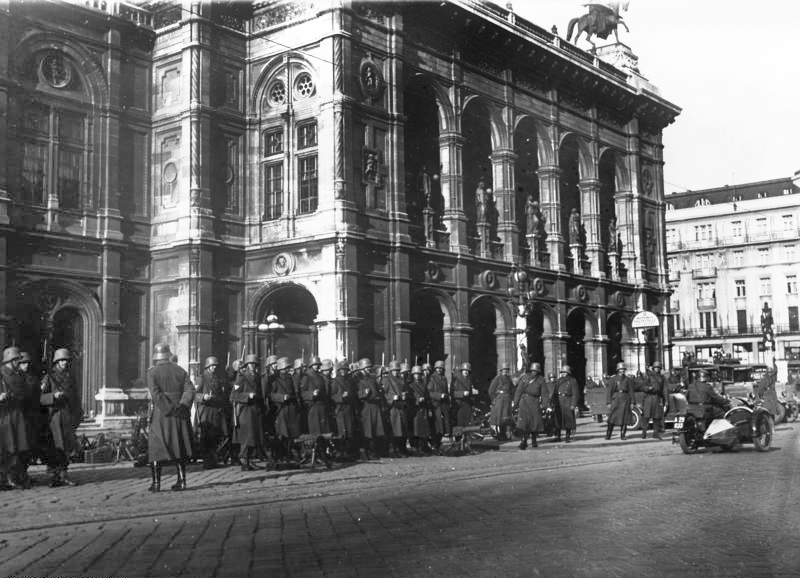
12 février : soldats devant l’Opéra d’État de Vienne

- 12-14 février : guerre civile autrichienne[55] ; suppression du pluralisme des partis et élimination des socialistes[56].
- 23 février : Léopold III succède à son père Albert Ier, roi des Belges décédé accidentellement le 17 février à Marche-les-Dames[57].

- Février : marche de la faim au Royaume-Uni[58].

- 14 mars : en Estonie, le Premier ministre Konstantin Päts proclame l’état d’urgence. Il ajourne le Parlement, met fin à la démocratie et instaure une dictature[59].
- 17 mars : protocole de Rome (Italie, Autriche, Hongrie) pour renforcer la position de l’Italie face à l’Allemagne dans les régions danubiennes[60].

- 1er mai : une nouvelle Constitution (Maiverfassung) instaure un régime catholique et corporatiste en Autriche[55].
- 15 mai : coup d’État en Lettonie. Kārlis Ulmanis, chef du parti agraire, suspend la vie parlementaire et met en place un régime autoritaire[61].
- 18 mai et 2 juin : rencontres Barthou-Litvinov à Genève dans le cadre des négociations au sujet du pacte oriental (« Locarno de l’Est »)[62]. L’échec d’une solution globale pour l’Est de l’Europe débouche sur la ratification du pacte franco-soviétique de mai 1935.
- 19 mai : coup d’État militaire en Bulgarie qui met fin au régime parlementaire[63].

- 8 juin : loi sur la trahison de la patrie en Union soviétique[64].
- 9 juin : la Roumanie (Nicolae Titulescu) rétablit les relations diplomatiques avec l’Union soviétique rompues depuis l’occupation de la Bessarabie[65].
- 11 juin : lors d'une réunion de la Commission politique de l’exécutif, la IIIe internationale abandonne la tactique du Front unique contre la social-démocratie et appelle à la lutte antifasciste[66].

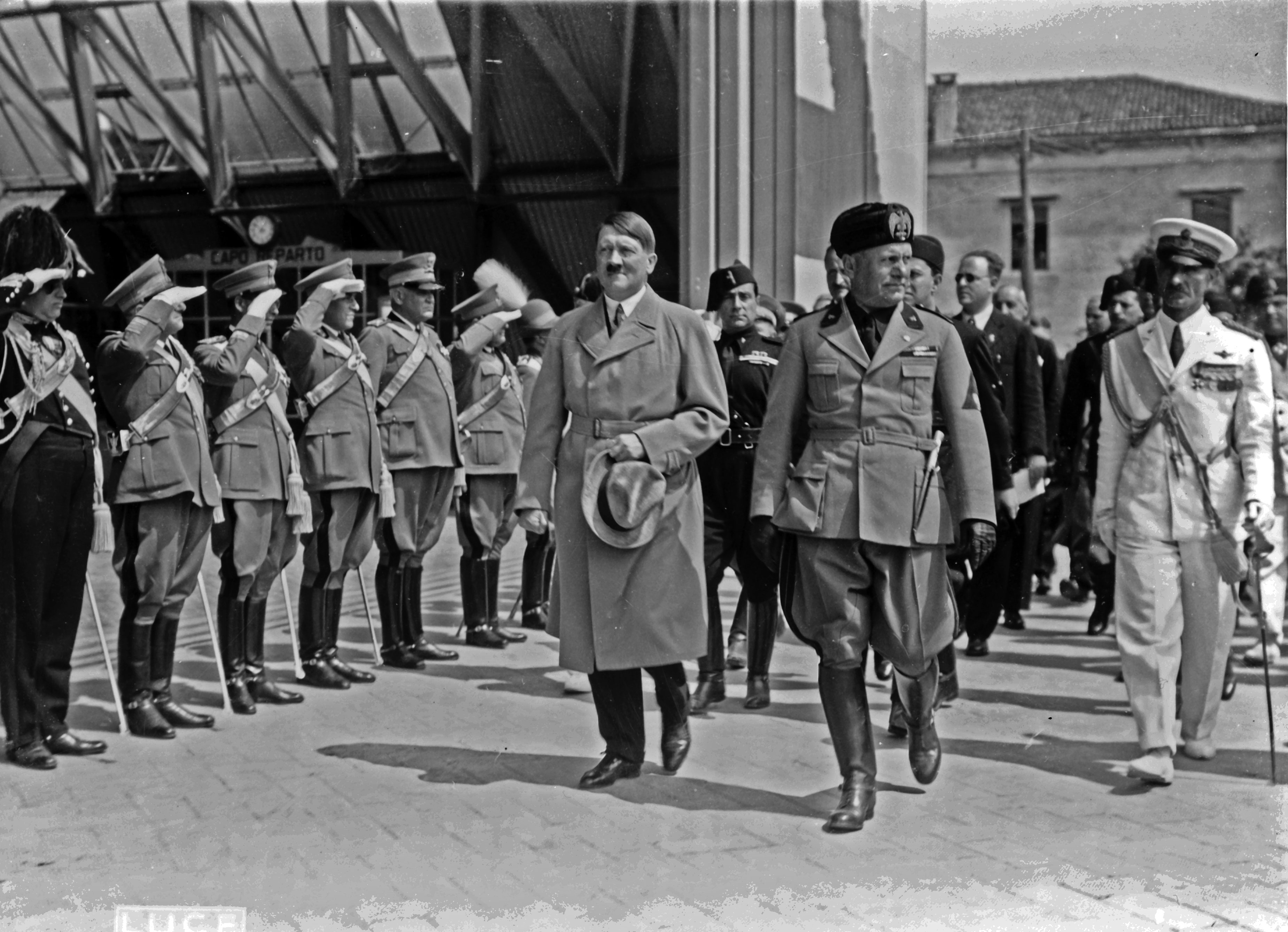
14 juin : Hitler et Mussolini à Venise.

- 14 juin : première rencontre entre Adolf Hitler et Benito Mussolini à Venise[67].

- 25 juillet : Hitler tente une première fois de réaliser l’Anschluss, (union de l’Allemagne et de l’Autriche), en faisant assassiner le chancelier autrichien Engelbert Dollfuss par des nazis autrichiens - Échec du coup d’État, car l’Italie s’y oppose[55].
- 29 juillet : Kurt von Schuschnigg, chancelier en Autriche (fin en 1938)[68].
- Juillet : l’Union britannique des fascistes (BUF, British Union of Fascists), fondée en 1932, revendique 50 000 membres[69]. Elle bénéficie du soutien du Daily Mail (2 millions d’exemplaires quotidiens).

- 21 août : rencontre entre Mussolini et le chancelier autrichien Kurt von Schuschnigg. l’Italie propose à l’Autriche une assistance militaire en cas d’invasion allemande.

- 12 septembre : signature à Genève de l’Entente balte entre l’Estonie, la Lituanie et la Lettonie[70].
- 18 septembre : entrée de l’URSS à la Société des Nations[71]. Représentant son pays à la SDN, le commissaire soviétique chargé des Affaires étrangères, Maxim Litvinov, n’a de cesse entre 1934 et 1939 que les puissances occidentales fassent front contre le fascisme.
- 26 septembre : devant 250 000 personnes à Glasgow, la reine Mary baptise le paquebot Queen Mary lors de son lancement[72].

- 9 octobre : assassinat d’Alexandre Ier de Yougoslavie à Marseille par un Macédonien lié à l’organisation séparatiste croate Oustachis, avec le ministre français des affaires étrangères Louis Barthou[73]. Le 11 octobre est mis en place un conseil de régence tripartite dirigé par le prince Pavle Karadjordjevic (Paul), cousin du roi défunt[74].
- 28 octobre, Royaume-Uni : dans un discours prononcé au Royal Albert Hall, Oswald Mosley (BUF) se convertit à l’antisémitisme et déclare la guerre aux Juifs[75].

- 1er novembre : les travaillistes remportent les municipales dans plus de 300 villes au Royaume-Uni, dont Londres[76].
- 13 novembre : démission de Charles de Broqueville, Premier ministre en Belgique. Georges Theunis forme un gouvernement le 21 novembre[77].
- 16 novembre : Incitement to Disaffection Act  (en), loi interdisant la propagande antimilitariste au Royaume-Uni[78].
- 28 novembre : à la chambre des Communes, Churchill dénonce les intentions belliqueuses de l’Allemagne et demande un renforcement des capacités militaires du Royaume-Uni[79].

- 1er décembre : assassinat à Leningrad du secrétaire du Comité central du PC soviétique Sergueï Kirov. Staline saisit cette occasion pour déclencher une vaste purge des cadres du parti soupçonnés d’opposition au régime. Grigori Zinoviev et Lev Kamenev sont les premières victimes[80].
- 8 décembre : le prix Nobel de la paix est attribué au britannique Arthur Henderson (1863-1935), président de la Conférence de la SDN sur le désarmement[81].
- 10 décembre : le Belge Henri De Man expose à Paris ses thèses économiques planistes[82], adoptées par le parti ouvrier belge.
- 24 décembre, Royaume-Uni : le Special Areas Act reçoit la sanction royale[83]. La loi dresse la liste des régions sinistrées par la crise (distressed areas) que l’État doit soutenir financièrement : Lowlands, Tyneside, Galles du Sud, Yorkshire.
- 28-29 décembre : quatorze inculpés « zinoviévistes », accusés de l’assassinat de Kirov, sont condamnés à mort et exécutés en Union soviétique[80]. Les deux tiers des membres du Comité central sont exécutés entre 1934 et 1938, plus de la moitié des officiers supérieurs de l’Armée rouge sont arrêtés entre 1936 et 1938).

#### Allemagne
- 8 janvier : inauguration, en présence de dignitaires nazis et de représentants du Deutsche Arbeitsfront, de la nouvelle usine de la Dehomag, utilisant la technologie de la mécanographie et des cartes perforées Hollerith, située dans le quartier berlinois de Lichterfelde[84].
- 20 janvier : loi sur l’organisation nationale du travail, loi appliquant le Führerprinzip, qui réorganise les grandes entreprises allemandes, en les mettant sous la dépendance du pouvoir nazi[85].
- 28 janvier : publication dans Action socialiste (Sozialistische Aktion) du « manifeste de Prague (de) » premier programme en exil de la SoPaDe[86].
- 30 janvier : suppression des Länder de la Constitution de Weimar. Suppression des Landtage (de). Fondation du Troisième Reich qui recueille les droits souverains des Länders[87].

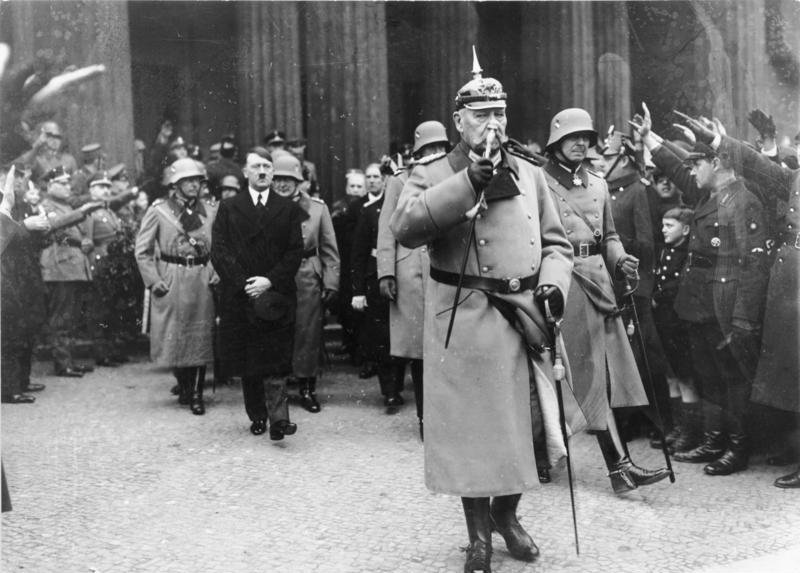
Hindenburg et Hitler à Berlin le 27 février lors du Volkstrauertag qui honore les soldats tombés durant la Première Guerre mondiale.

- 14 février : abolition du Reichsrat[87].

- 20 avril : Himmler, chef des SS, prend la tête de la Gestapo après le limogeage de Rudolf Diels le 1er avril[88].

- 29-31 mai : synode du Front d’opposition de l’Église confessante. Par la « Déclaration de Barmen », le théologien Karl Barth et le pasteur Martin Niemöller prennent position contre le régime nazi[89].

- 17 juin : discours de Marbourg de Franz von Papen contre le nazisme[90].
- Nuit du 29 au 30 juin et les trois jours suivants : nuit des Longs Couteaux. Hitler fait éliminer ses opposants et ses rivaux, les principaux dirigeants de la SA, en particulier son chef Ernst Röhm[90]. Au moins cent assassinats, dont ceux de Kurt von Schleicher, le précédent chancelier, et de Gregor Strasser.
- 30 juin : baptême du cuirassé de poche Admiral Graf Spee, construit en violation du traité de Versailles[91].

- 1er juillet : le chef des SA Ernst Röhm est exécuté[90].

- 2 août :

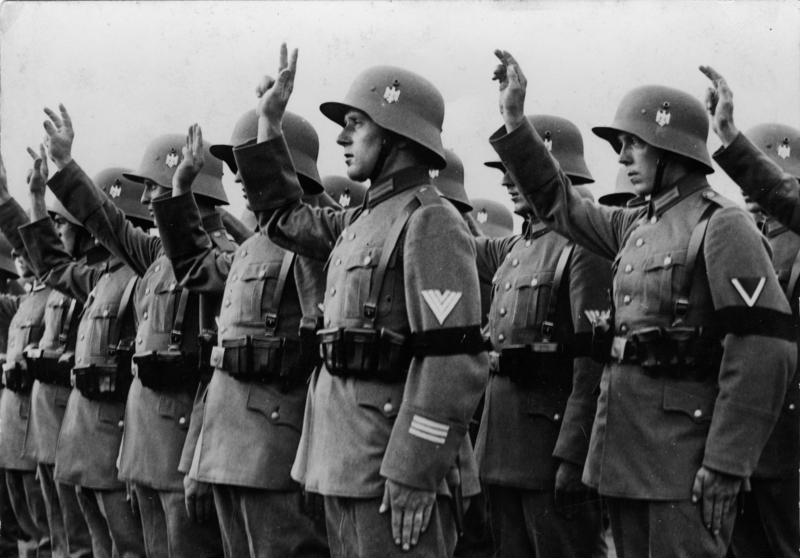
2 août : prestation de serment de l’armée au nouveau président du Reich Adolf Hitler. « Je prononce par Dieu ce serment sacré : je voue une obéissance inconditionnelle au Führer du Reich et du peuple allemand, Adolf Hitler, commandant suprême des forces armées. ».

  - mort du vieux Maréchal Hindenburg, dernier rempart contre Hitler[90].
  - Hjalmar Schacht est nommé ministre de l’économie[93]. Il est chargé de préparer un plan qui doit donner à la Wehrwirtschaft (économie militaire) les approvisionnements indispensables : augmentation des matières premières et de denrées alimentaires, développement des ressources nationales (carburants synthétique, tissus de rayonne).
- 19 août : après le décès du président Paul von Hindenburg, Adolf Hitler cumule les fonctions de Reichsführer et de président du Reich à la suite d’un plébiscite (89 % des suffrages)[90].

- 1er octobre : Hitler ordonne secrètement la création d’une nouvelle force aérienne et l’extension des forces navales et terrestres[94].

#### Espagne

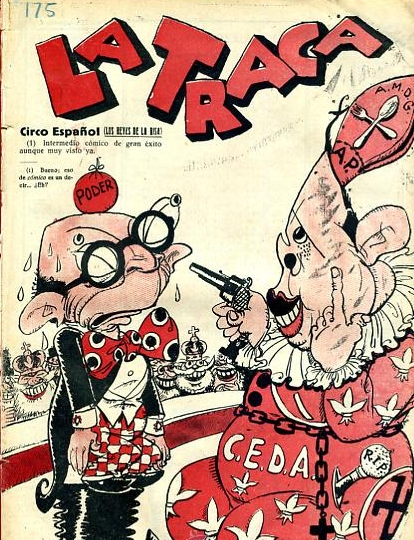
Ricardo Samper et Gil-Robles, caricaturés en couverture du magazine satirique républicain La Traca.

- 4 mars, Valladolid : fusion des Juntas de Ofensiva Nacional Sindicalista de Ramiro Ledesma Ramos avec la Phalange créée en 1933 par José Antonio Primo de Rivera, fils du dictateur[95].
- 28 mars : pacte d’Alliance ouvrière entre la CNT (anarchiste) et l’Union générale des travailleurs (socialiste) aux Asturies[96].
- 21 mars : la Generalitat de Catalogne vote une loi controversée sur les fermages (ley de contratos de cultivo), publiée le 12 avril[96]. Elle garantit aux métayers (rabassaires) l’exploitation de terres pendant six ans au moins et la possibilité de les acheter après 15 années d’exploitation. La loi est abrogée par le Tribunal constitutionnel le 8 juin.

- 31 mars : Mussolini signe un accord secret avec les monarchistes pour l’envoi d’armes et d’argent aux nationalistes en vue du renversement de la république[96].
- 25 avril : démission du gouvernement Lerroux à la suite des incidents provoqués par la promulgation de la loi d’amnistie. Le radical Ricardo Samper forme un gouvernement le 28 avril[96].
- 5 juin : grève générale des paysans et des journaliers dans tout le pays, durement réprimée par le gouvernement (13 morts, 7 000 arrestations). Le mouvement s’arrête les 18-20 juin[96].

- 2 septembre : assemblée de Zumárraga, rassemblant des parlementaires basques nationalistes (Parti nationaliste basque), socialistes, dont Indalecio Prieto et des représentants d'Esquerra Catalana[96].
- 11-12 septembre : les communistes décident de soutenir l’Alliance ouvrière socialiste (Alianza Obrera) de Francisco Largo Caballero[97].
- 1er octobre : démission du gouvernement Samper à la suite de l’intervention de Gil-Robles lors de la reprise parlementaire. La Confédération espagnole des droites autonomes (CEDA) exige une participation majoritaire dans le nouveau cabinet. La gauche refuse et menace de déclencher une insurrection[98].
- 4 octobre :
  - La CEDA participe au gouvernement Alejandro Lerroux[96]. Le bienio negro inaugure une politique de réaction (arrêt des réformes).
  - Grève générale lancée par l’UGT à Madrid et Barcelone[96].
- 6 octobre :
  - insurrection syndicaliste aux Asturies. Un gouvernement révolutionnaire est mis en place pendant 15 jours. Le 19 octobre, la répression dirigée par le général Franco et la Légion espagnole est féroce (officiellement 1 335 morts, 2 951 blessés, 30 000 arrestations)[98].
  - opposé à la participation des droites au gouvernement, le président de la généralité de Catalogne Lluís Companys proclame l’autonomie totale de la Catalogne, mais la grève générale échoue et le calme revient le 11[96].
- 8 octobre : échec du mouvement révolutionnaire à Madrid et dans les principales villes[96].